# 荻原浩
荻原 浩（おぎわら ひろし、1956年6月30日 -）は、日本の小説家・推理作家。埼玉県大宮市（現・さいたま市）出身。埼玉県立大宮高等学校、成城大学経済学部卒業。

## 経歴
大学在学中は広告研究会に所属。1980年、大学卒業後、広告代理店に入社。1991年、ふたつめの広告代理店を辞めて独立し、フリーのコピーライターとして築地に事務所を構える。39歳のときに小説を書き始める。小説を書き始めた理由について『作家の履歴書』では「広告の文章ってどこまで書いても所詮はひとのもの」であり、「だれにも邪魔されない文章を書いてみたくなった」から、『私がデビューしたころ』では「暇が怖かったから」「毎日の仕事に倦んでいた」からだと答えている。
1997年、初めて書いた長編小説『オロロ畑でつかまえて』で第10回小説すばる新人賞を受賞し小説家デビュー。デビュー作とそれに続く『なかよし小鳩組』はユーモア小説だったが、当初『小説推理』に連載する予定だった第三長編『ハードボイルド・エッグ』で初めてミステリを発表した。2003年、広告の仕事が減ったことと、小説の連載が二本決まっていたことを理由に、コピーライターを廃業し専業作家になる。
なかなかヒットに恵まれなかったが、若年性アルツハイマーをテーマに2004年に発表された『明日の記憶』が、翌年（2005年）の第2回本屋大賞の第2位にランクインする。そしてその1か月後の同年5月、第18回山本周五郎賞に輝く。同作品は俳優の渡辺謙がロサンゼルスの本屋で知りその内容に深く感動、渡辺自ら原作者の荻原に「映画化させてほしい」と手紙で懇願、監督に堤幸彦を迎え、2006年5月に映画化された。
2020年、『人生がそんなにも美しいのなら 荻原浩漫画作品集』を刊行し、60歳で漫画家デビューする。

## 受賞・候補歴
太字が受賞したもの
- 1997年 - 『オロロ畑でつかまえて』で第10回小説すばる新人賞受賞。
- 2003年 - 『コールドゲーム』で第16回山本周五郎賞候補。
- 2005年 - 『明日の記憶』で第2回本屋大賞第2位[8]、第18回山本周五郎賞受賞。「お母様のロシアのスープ」で第58回日本推理作家協会賞（短編部門）候補[9]。
- 2006年 - 『あの日にドライブ』で第134回直木三十五賞候補。
- 2007年 - 『四度目の氷河期』で第136回直木三十五賞候補。
- 2008年 - 『愛しの座敷わらし』で第139回直木三十五賞候補。
- 2011年 - 『砂の王国』で第144回直木三十五賞候補。
- 2014年 - 『二千七百の夏と冬』で第5回山田風太郎賞受賞[10]。
- 2016年 - 『海の見える理髪店』で第155回直木三十五賞受賞[11]。
- 2024年 - 『笑う森』で第19回中央公論文芸賞受賞[12]。

## 作品リスト

### 単著

#### ユニバーサル広告社シリーズ
- オロロ畑でつかまえて（1998年1月 集英社 / 2001年10月 集英社文庫）
- なかよし小鳩組（1998年10月 集英社 / 2003年3月 集英社文庫）
- 花のさくら通り（2012年6月 集英社 / 2015年9月 集英社文庫）

#### 最上俊平シリーズ
- ハードボイルド・エッグ（1999年10月 双葉社 / 2002年10月 双葉文庫 / 2015年1月 双葉文庫【新装版】）
- サニーサイドエッグ（2007年7月 東京創元社 / 2010年5月 創元推理文庫）

#### その他の作品

##### 長編
- 噂（2001年2月 講談社 / 2006年3月 新潮文庫）
- 誘拐ラプソディー（2001年10月 双葉社 / 2004年10月 双葉文庫）
- 母恋旅烏（2002年4月 小学館文庫 / 2004年12月 双葉文庫 / 2019年7月 双葉文庫【新装版】）
- コールドゲーム（2002年9月 講談社 / 2005年11月 新潮文庫）
- 神様からひと言（2002年10月 光文社 / 2005年3月 光文社文庫）
- メリーゴーランド（2004年6月 新潮社 / 2006年12月 新潮文庫）
- 僕たちの戦争（2004年8月 双葉社 / 2006年8月 双葉文庫 / 2016年8月 双葉文庫【新装版】）
- 明日の記憶（2004年10月 光文社 / 2007年11月 光文社文庫）
- さよならバースディ（2005年7月 集英社 / 2008年5月 集英社文庫）
- あの日にドライブ（2005年10月 光文社 / 2009年4月 光文社文庫）
- ママの狙撃銃（2006年3月 双葉社 / 2008年10月 双葉文庫 / 2016年10月 双葉文庫【新装版】）
- 四度目の氷河期（2006年9月 新潮社 / 2009年10月 新潮文庫）
- 愛しの座敷わらし（2008年4月 朝日新聞出版 / 2011年5月 朝日文庫【上・下】）
- オイアウエ漂流記（2009年8月 新潮社 / 2012年1月 新潮文庫）
- ひまわり事件（2009年11月 文藝春秋 / 2012年7月 文春文庫）
- 砂の王国（2010年11月 講談社【上・下】 / 2013年11月 講談社文庫【上・下】）
- 誰にも書ける一冊の本（2011年6月 光文社 / 2013年9月 光文社文庫）- 光文社が企画した「死様」をテーマにした競作シリーズの中の一作
- 二千七百の夏と冬（2014年6月 双葉社【上・下】 / 2017年6月 双葉文庫【上・下】）
- 金魚姫（2015年7月 KADOKAWA / 2018年6月 角川文庫）
- ストロベリーライフ（2016年9月 毎日新聞出版 / 2019年11月 毎日文庫）
- 海馬の尻尾（2018年1月 光文社 / 2020年8月 光文社文庫）
- 楽園の真下（2019年9月 文藝春秋 / 2022年4月 文春文庫）

##### 短編集
- 押入れのちよ（2006年5月 新潮社 / 2009年1月 新潮文庫）
  - 収録作品：お母さまのロシアのスープ / コール / 押入れの千代 / 老猫 / 殺意のレシピ / 介護の鬼 / 予期せぬ訪問者 / 木下闇 / しんちゃんの自転車
- 千年樹（2007年3月 集英社 / 2010年3月 集英社文庫）- 連作短編集
  - 収録作品：萌芽 / 瓶詰の約束 / 梢の呼ぶ声 / 蝉鳴くや / 夜鳴き鳥 / 郭公の巣 / バァバの石段 / 落枝
- さよなら、そしてこんにちは（2007年10月 光文社 / 2010年11月 光文社文庫）
  - 収録作品：さよなら、そしてこんにちは / ビューティフルライフ / スーパーマンの憂鬱 / 美獣戦隊ナイトレンジャー / 寿し辰のいちばん長い日 / スローライフ / 長福寺のメリークリスマス
- ちょいな人々（2008年10月 文藝春秋 / 2011年7月 文春文庫）
  - 収録作品：ちょいな人々 / ガーデンウォーズ / 占い師の悪運 / いじめ電話相談室 / 犬猫語完全翻訳機 / 正直メール / くたばれ、タイガース
- 月の上の観覧車（2011年5月 新潮社 / 2014年2月 新潮文庫）
  - 収録作品：トンネル鏡 / 金魚 / 上海租界の魔術師 / レシピ / 胡瓜の馬 / チョコチップミントをダブルで / ゴミ屋敷モノクローム / 月の上の観覧車
- 幸せになる百通りの方法（2012年2月 文藝春秋 / 2014年8月 文春文庫）
  - 収録作品：原発がともす灯の下で / 俺だよ、俺。 / 今日もみんなつながっている。 / 出逢いのジャングル / ベンチマン / 歴史がいっぱい / 幸せになる百通りの方法
- 家族写真（2013年5月 講談社 / 2015年4月 講談社文庫）
  - 収録作品：結婚しようよ / 磯野波平を探して / 肉村さん一家176kg / 住宅見学会 / プラスチック・ファミリー / しりとりの、り / 家族写真
- 冷蔵庫を抱きしめて（2015年1月 新潮社 / 2017年9月 新潮文庫）
  - 収録作品：ヒット・アンド・アウェイ / 冷蔵庫を抱きしめて / アナザーフェイス / 顔も見たくないのに / マスク / カメレオンの地色 / それは言わない約束でしょう / エンドロールは最後まで
- ギブ・ミー・ア・チャンス（2015年10月 文藝春秋 / 2018年10月 文春文庫）
  - 収録作品：探偵には向かない職業 / 冬燕ひとり旅 / 夜明けはスクリーントーンの彼方 / アテンションプリーズ・ミー / タケぴよインサイドストーリー / 押入れの国の王女様 / リリーベル殺人事件 / ギブ・ミー・ア・チャンス
- 海の見える理髪店（2016年3月 集英社 / 2019年5月 集英社文庫）
  - 収録作品：海の見える理髪店 / いつか来た道 / 遠くから来た手紙 / 空は今日もスカイ / 時のない時計 / 成人式
- 逢魔が時に会いましょう（2018年4月 集英社文庫）
  - 収録作品：座敷わらしの右手 / 河童沼の水底から / 天狗の来た道
- それでも空は青い（2018年11月 KADOKAWA / 2021年11月 角川文庫）
  - 収録作品：スピードキング / 妖精たちの時間 / あなたによく似た機械 / 僕と彼女と牛男のレシピ / 君を守るために、 / ダブルトラブルギャンブル / 人生はパイナップル

### 絵本
- ここにいるよ ざしきわらし（2012年3月 朝日新聞出版） - 絵・いぬんこ

### エッセイ
- 極小農園日記（2018年3月 毎日新聞出版 / 2021年4月 毎日文庫）

### 漫画
- 人生がそんなにも美しいのなら 荻原浩漫画作品集（2020年4月 集英社）

### アンソロジー
「」内が荻原浩の作品
- ザ・ベストミステリーズ 2005 推理小説年鑑（2005年7月 講談社）「お母さまのロシアのスープ」
  - 【分冊・改題】仕掛けられた罪 ミステリー傑作選（2008年4月 講談社文庫）
- 短篇ベストコレクション 現代の小説2006（2006年6月 徳間文庫）「スーパーマンの憂鬱」
- 眠れなくなる夢十夜（2009年5月 新潮文庫 / 2017年1月 新潮文庫）「長い長い石段の先」
- きみが見つける物語 切ない話編（2010年2月 角川文庫）「お母さまのロシアスープ」
- 短篇ベストコレクション 現代の小説2010（2010年6月 徳間文庫）「トンネル鏡」
- あの日、君と Girls（2012年5月 集英社文庫）「空は今日もスカイ」
  - 【再編集・改題】短編少女（2017年4月 集英社文庫）
- 最後の恋 MEN'S つまり、自分史上最高の恋。（2012年5月 新潮文庫）「エンドロールは最後まで」
- 短編工場（2012年10月 集英社文庫）「しんちゃんの自転車」
- 私がデビューしたころ ミステリ作家51人の始まり（2014年6月 東京創元社）※エッセイアンソロジー「小説に参戦」
- 「いじめ」をめぐる物語（2015年9月 朝日新聞出版 / 2018年8月 朝日文庫）「サークルゲーム」
- 短篇ベストコレクション 現代の小説2016（2016年6月 徳間文庫）「成人式」
- 我輩も猫である（2016年11月 新潮文庫）「我輩は猫であるけれど」 - 漫画
- 恋愛仮免中（2017年5月 文春文庫）「アポロ11号はまだ空を飛んでいるか」
- マウンドの神様（2017年6月 実業之日本社文庫）「わが家の高校球児」

### 単行本未収録小説（連載中含む）
- あずきバーをください。（PHP研究所『文蔵』2013年10月号）
- 同窓会（講談社『小説現代』2014年3月号）
- 夜行列車（実業之日本社『月刊ジェイ・ノベル』2014年12月号）
- 芒河原先生（幻冬舎『パピルス』2015年12月号）
- 名前のない猫（新潮社『小説新潮』2017年7月号）
- お化け坂の高速ババ（新潮社『小説新潮』2025年7月号）

## メディア・ミックス

### 映画
- 明日の記憶（2006年5月13日公開、配給：東映、監督：堤幸彦、主演：渡辺謙）
- 誘拐ラプソディー（2010年4月3日公開、配給：角川映画、監督：榊英雄、主演：高橋克典）
- HOME 愛しの座敷わらし（2012年4月28日公開、配給：東映、監督：和泉聖治、主演：水谷豊、原作：愛しの座敷わらし）

### テレビドラマ
- 僕たちの戦争（2006年9月17日、TBS系、主演：森山未來）
- 神様からひと言（2006年12月24日、WOWOW「ドラマW」枠、主演：伊藤淳史）
- ダメ父ちゃん、ヒーローになる！崖っぷち！人情広告マン奮闘記（2016年12月29日、テレビ東京系、主演：沢村一樹、原作：なかよし小鳩組）[13][14]
- ユニバーサル広告社〜あなたの人生、売り込みます！〜（2017年10月20日 - 12月1日、全7話、テレビ東京系「金曜8時のドラマ」枠、主演：沢村一樹、原作：花のさくら通り）[15]
- 金魚姫（2020年3月29日、NHK BSプレミアム、主演：志尊淳）[16]
- 海の見える理髪店（2022年3月31日、NHK BS8K、主演：柄本明）

### ラジオドラマ
- さよならバースディ（2006年4月放送、NHK-FM『FMシアター』）
- 明日の記憶（2006年9月11日放送、TBSラジオ・毎日放送、出演：森本レオ 他）
- 僕たちの戦争（2007年1月29日 - 2月9日放送、全10回、NHK-FM『青春アドベンチャー』、出演：伊藤隆大 他）
- 押入れのちよ（2007年9月10日 - 9月14日放送、全5回、NHK-FM『青春アドベンチャー』）
  - 「押入れのちよ」「老猫」「木下闇」「殺意のレシピ」「コール」の5編がそれぞれ放送された。
- 金魚姫（2017年7月24日 - 8月4日、全10回、NHK-FM『青春アドベンチャー』）

### 漫画
- 誘拐ラプソディー（画：浜口今日子、2010年3月 GAコミックス）